# Manteigas
Manteigas es un municipio portugués perteneciente al distrito de Guarda, región estadística del Centro (NUTS II) y comunidad intermunicipal de Beiras y Sierra de la Estrella (NUTS III), con cerca de 3400 habitantes.

## Geografía
Es sede de un municipio con 108,59 km² de área y 2909 habitantes (2021), subdividido en 4 freguesias. El municipio está limitado al noroeste por los municipios de Gouveia, al este por la Guarda, al sudeste por Covilhã y al oeste por Seia. En 2001, la freguesia de Vale de Amoreira, perteneció al municipio de Guarda, y posteriormente fue integrada en Manteigas. La extensión del municipio pasó a ser de 125 km².

## Demografía
| Gráfica de evolución demográfica de Manteigas entre 1849 y 2021 |
|                                                                 |
| Datos según el nomenclátor publicado por el INE portugués.      |

## Freguesias
Las freguesias de Manteigas son las siguientes:
- Sameiro
- Santa Maria (Manteigas)
- São Pedro (Manteigas)
- Vale de Amoreira